# 11. nordlige breddekreds
Den 11. nordlige breddekreds (eller 11 grader nordlig bredde) er en breddekreds, der ligger 11 grader nord for ækvator. Den løber gennem Afrika, det Indiske Ocean, Sydasien, Sydøstasien, Stillehavet, Mellemamerika, Sydamerika og Atlanterhavet.